# Kouméika
Kouméika, en grec moderne : Κουμαίικα, est un village du dème de Sámos-Ouest, sur l'île de Sámos, en  Grèce.
Selon le recensement de 2011, la population du village compte 323 habitants.